# Alexander Bishop
Alexander Bishop (31 de agosto de 1993) es un deportista neozelandés que compite en judo. Ganó dos medallas de bronce en el Campeonato de Oceanía de Judo en los años 2014 y 2015.

## Palmarés internacional
| Campeonato de Oceanía | Campeonato de Oceanía    | Campeonato de Oceanía | Campeonato de Oceanía |
| Año                   | Lugar                    | Medalla               | Categoría             |
| --------------------- | ------------------------ | --------------------- | --------------------- |
| 2014                  | Auckland (Nueva Zelanda) | Medalla de bronce     | –66 kg                |
| 2015                  | Païta (Francia)          | Medalla de bronce     | –66 kg                |